# Magali Messmer
Magali Di Marco Messmer (ur. 9 września 1971 w La Chaux-de-Fonds) – szwajcarska triathlonistka, brązowa medalistka olimpijska z Sydney (2000), mistrzyni świata, trzykrotna wicemistrzyni Europy.
Dwukrotnie uczestniczyła w letnich igrzyskach olimpijskich. W debiucie olimpijskim, w 2000 roku na igrzyskach w Sydney w zawodach kobiet zdobyła brązowy medal olimpijski. W konkurencji tej zajęła 5. miejsce w pływaniu, 13. w wyścigu kolarskim i 4. w biegu, co dało jej 3. miejsce w końcowej klasyfikacji. Osiem lat później wzięła udział w igrzyskach w Pekinie i w rywalizacji kobiet zajęła 13. pozycję (była 2. w pływaniu, 16. w wyścigu kolarskim i 22. w biegu).
W latach 1995–2010 wielokrotnie startowała w mistrzostwach świata w triathlonie. W 2009 roku zdobyła złoty medal mistrzostw świata sztafet mieszanych w West Des Moines. Startowała również w mistrzostwach Europy, na których zdobyła trzy srebrne medale – w 1998 roku w zawodach drużynowych oraz w 1999 i 2000 roku w indywidualnych.